# Euphyia mesembrina
Euphyia mesembrina là một loài bướm đêm trong họ Geometridae.